# Helmuth Stahleder
Helmuth Stahleder (* 1940 in Landshut) ist ein deutscher Historiker, Archivar und Sachbuchautor.

## Leben
Helmuth Stahleder studierte in München Geschichte und Germanistik. Über lange Jahre hinweg war er bis 2005 stellvertretender Leiter des Stadtarchivs München, während Richard Bauer dessen Leiter war.
Für seine Chronik der Stadt München wertete Stahleder mehr als 15 Jahre lang Tausende Dokumente aus, die sich auf das politische, wirtschaftliche und soziale Leben Münchens bezogen, darunter Urkunden, Rechnungen der Stadtkämmerei, Sitzungsprotokolle des Stadtrats und Tagebuchaufzeichnungen von Bürgern. Durch diese nahe an den Quellen orientierte Darstellung, die für die Geschichte Münchens davor zuletzt durch Joseph Heinrich Wolf in seiner 1852/54 erschienenen Urkundlichen Chronik von München praktiziert wurde, konnte Stahleder zahlreiche Fehler und Ungenauigkeiten der Stadtgeschichtsschreibung des späten 19. und des 20. Jahrhunderts aufdecken und korrigieren.
Stahleder war Jahrzehnte für den Historischen Verein von Oberbayern tätig und dabei von 1982 bis 2010 Schriftleiter des Oberbayerischen Archivs.

## Werke (Auswahl)
- Älteres Häuserbuch der Stadt München. Hausbesitz und Steuerleistung der Münchner Bürger 1368–1571. 2 Bände. Schmidt, Neustadt an der Aisch 2006, ISBN 3-87707-678-5.
- Chronik der Stadt München. Für das Stadtarchiv München herausgegeben von Richard Bauer. 3 Bände. Dölling und Galitz, Ebenhausen/Hamburg 2005 (Band 1 erschien bereits 1995 im Hugendubel Verlag, München).
- Haus- und Straßennamen der Münchner Altstadt. 2., überarbeitete und erweiterte Auflage. Schmidt, Neustadt an der Aisch 2009, ISBN 978-3-87707-763-4 (1. Auflage Hugendubel, München 1992).
- Von Allach bis Zamilapark. Namen und historische Grunddaten zur Geschichte Münchens und seiner eingemeindeten Vororte. Herausgegeben vom Stadtarchiv München. Buchendorfer, München 2001, ISBN 3-934036-46-5.